# سايونارا فوتبول
سايونارا فوتبول(باليابانية: さよならフットボール، بالروماجي: Sayonara Futtobōru) (بالإنجليزية: Sayonara, Football)‏ هي سلسلة مانغا يابانية من تأليف ورسم ناوشير أراكاوا، نشرت من قبل كودانشا في مجلة Magazine E-no، نشرت منذ 20 يونيو عام 2009 حتى 20 اغسطس عام 2010، تم تجمع فصول المانغا في مجلدين تانكوبون. أنتجت إلى فيلم أنمي ياباني من قبل استوديو ليدين فيلمز، عرض في 11 يونيو عام 2021.

## الأداء الصوتي
نوزومي أوندا
أداء صوتي: ميوري شيمابوكورو
ساوا إيتشيزين
أداء صوتي: شيون واكاياما
تيتسوجي يامادا
أداء صوتي: كوكي أوتشياما
كاورو تاكي
أداء صوتي: ريوتا أوساكا
جونبي أوندا
أداء صوتي: ريوكو شيرايشي
كوزو ساميجيما
أداء صوتي: كوجي يوسا
ياسواكي تاني
أداء صوتي: شيمبا تسوتشيا

## وصلات خارجية
- موقع الفيلم الرسمي باللغة اليابانية